# Calamorhabdium acuticeps
Espèce
Calamorhabdium acuticeps  est une espèce de serpents de la famille des Colubridae.

## Répartition
Cette espèce est endémique de Sulawesi en Indonésie.

## Publication originale
- Ahl, 1933 : Ergebnisse der Celebes und Halmahera Expedition Heinrich 1930-32. Reptilien und Amphibien. Mitteilungen aus dem Zoologischen Museum in Berlin, vol. 19, p. 577-583.